# John Coffey
John Coffey ist eine 2002 gegründete Punkrock-/Post-Hardcore-Band aus dem niederländischen Utrecht. Der Ursprung des Bandnamens ist die gleichnamige Hauptfigur des Romanes The Green Mile von Stephen King.

## Geschichte

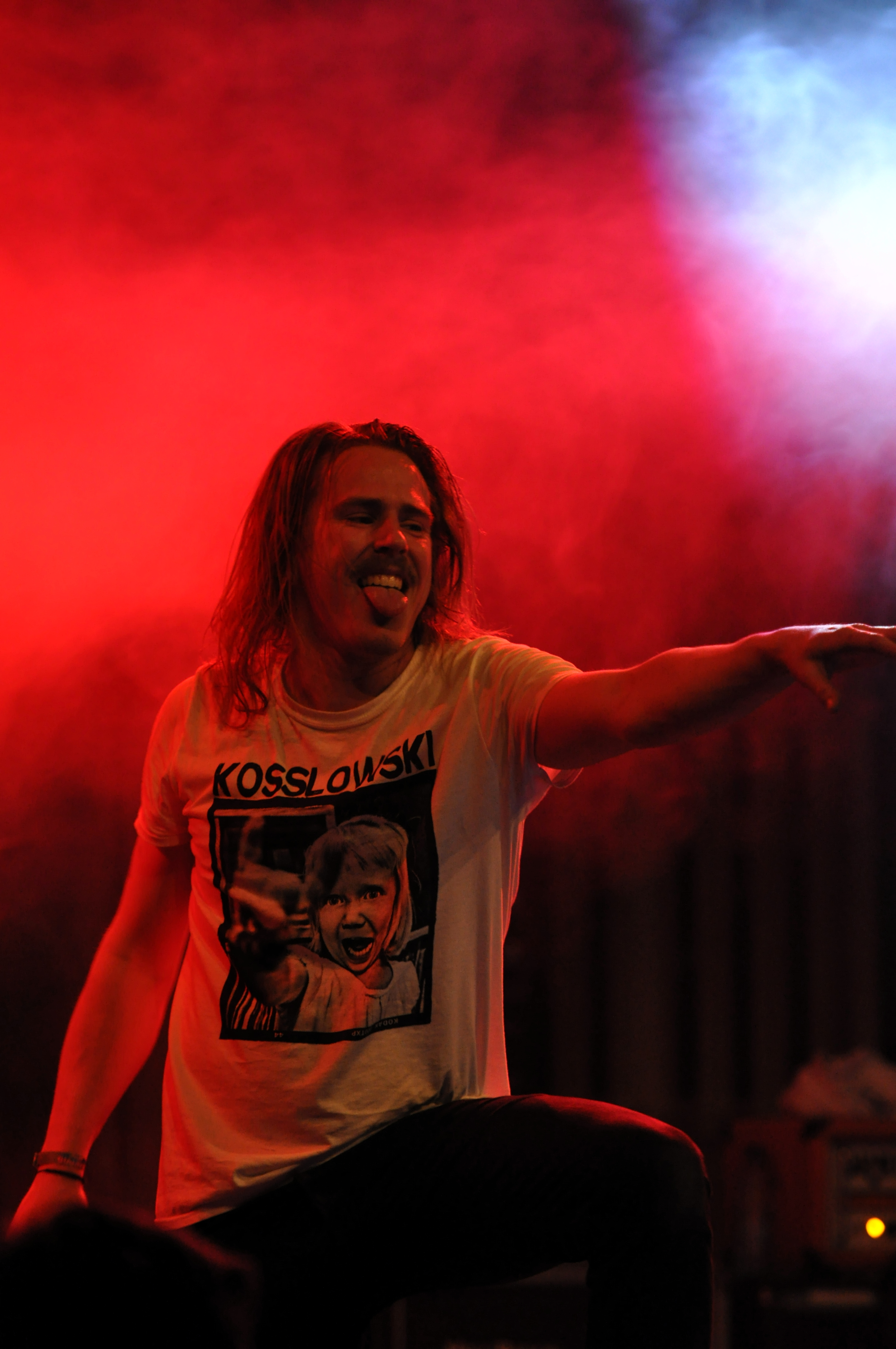
David Achter de Molen beim Paaspop 2013

Nach den beiden EPs White Like the New Sky (2005) und Spring (2007) erschien 2009 das Album Vanity. Die Band tourte mit Bands wie Underoath, Cancer Bats, Architects, The Chariot oder The Ghost of a Thousand durch mehrere europäische Staaten. 2011 sammelte die Band über eine Crowdfundingkampagne auf SellaBand genügend finanzielle Mittel, um das zweite Album Bright Companions aufnehmen zu können. Es wurde in den Gröhndahl Studios in Schweden mit Produzent Pelle Gunnerfeldt (The Hives, Refused) und Jag Jago (ehemals Gitarrist bei Ghost of a Thousand) eingespielt und erschien 2012. 
Im Jahr 2016 gaben die Musiker bekannt, alle musikalischen Aktivitäten der Band auf Eis zu legen und eine kreative Schaffenspause einzulegen. Im März 2023, knapp sieben Jahre später, kündigten die Musiker die Rückkehr der Band an.  

## Stil
Die Visions beschrieb den Stil der Band als „Post-Whatever-Bastard aus Rock ’n’ Roll, Punk, Hardcore und viel Chaos“.  Das Ox-Fanzine bezeichnet ihn als „Schweinerock-geschwängerte Hardcore-Dampflock“ [sic!] und nennt als vergleichbare Bands Refused und The Bronx. Laut.de nennt zudem Kvelertak und Royal Republic und beschreibt die gespielte Musik als „Sound zwischen Brutalität, ausgefeilten Arrangements und derbem Spaß“.

## Diskografie

### Alben
- 2009: Vanity (Sally Forth Records)
- 2012: Bright Companions (Redfield Records)
- 2015: The Great News (V2 Records)
- 2023: Four (Elektra Benelux)

### EPs
- 2005: White Like the New Sky
- 2007: Spring
- 2016: A House for Thee